# Kajmanské ostrovy na zimních olympijských hrách
Kajmanské ostrovy na zimních olympijských hrách startuje od roku 2010. Toto je přehled účastí, medailového zisku a vlajkonošů na dané sportovní události.

## Účast na Zimních olympijských hrách
| Dějiště ZOH            | ZOH      | Vlajkonoš   | Zlatá medaile | Stříbrná medaile | Bronzová medaile | Celkem |
| ---------------------- | -------- | ----------- | ------------- | ---------------- | ---------------- | ------ |
| 2010 Vancouver         | ZOH 2010 | Dow Travers |               |                  |                  | 0      |
| 2014 Soči              | ZOH 2014 |             |               |                  |                  | 0      |
| 2018 Pchjongčchang     | ZOH 2018 |             |               |                  |                  | Ne     |
| Celkem                 | 2        |             | 0             | 0                | 0                | 0      |
| Zdroj na Olympedia.org |          |             |               |                  |                  |        |